# Robinia pseudoacacia
Pour les articles homonymes, voir acacia et carouge (homonymie).
Robinier faux-acacia, Acacia, Faux-acacia, Robinier
Espèce
Classification phylogénétique
Statut de conservation UICN

 LC  : Préoccupation mineure
Robinia pseudoacacia, le Robinier faux-acacia, le Robinier, l'Acacia, le Faux-acacia ou le Carouge, est une espèce de plantes à fleurs de la famille des Fabacées (légumineuses de la sous-famille des Viciaceae). C'est un arbre originaire d'Amérique du Nord.
Cet arbre présente des fleurs zygomorphes caractéristiques des Fabacées. Ses fruits sont des gousses plates contenant les graines, ressemblant aux haricots.

## Étymologie

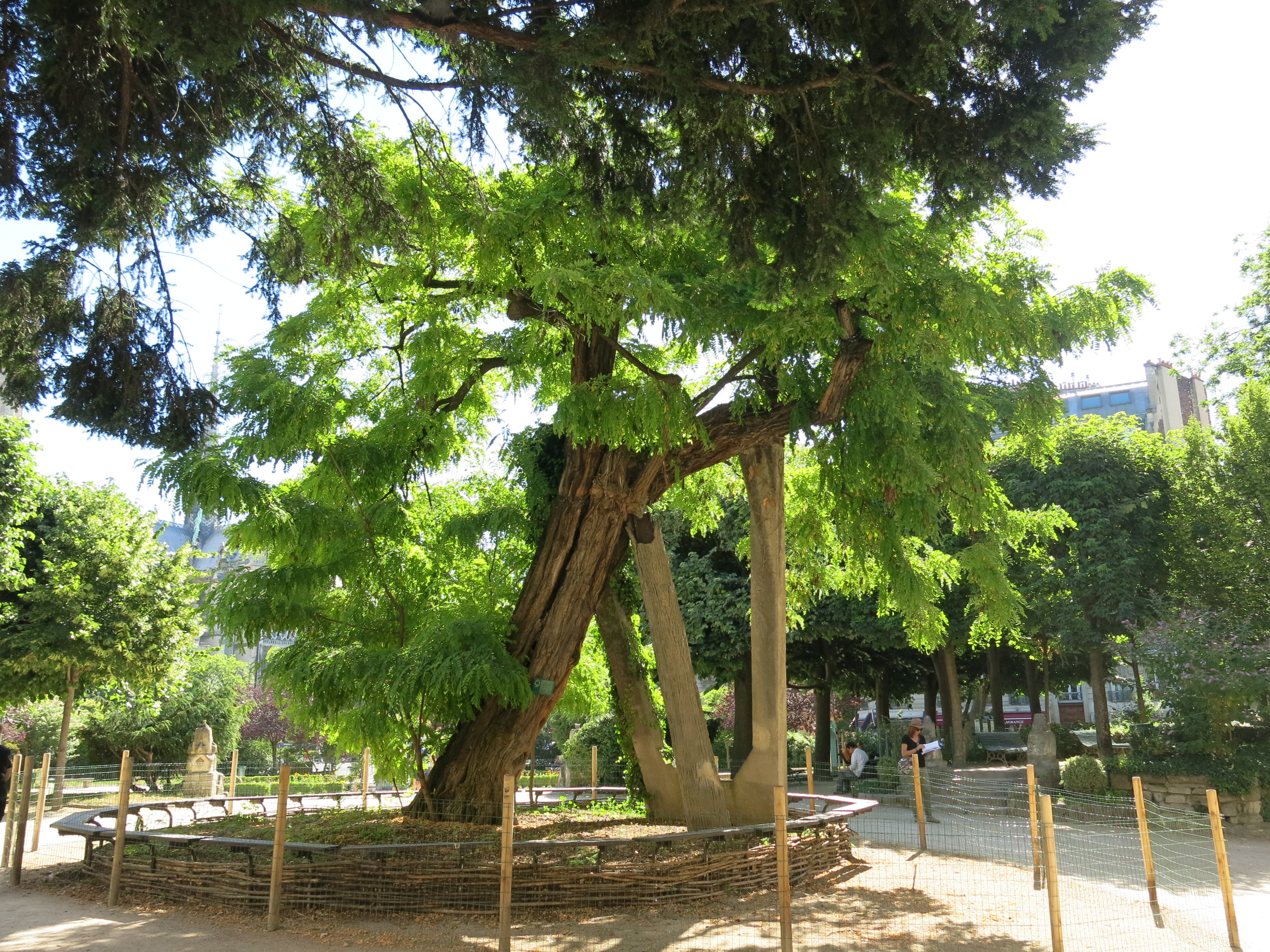
Le Robinier du square René-Viviani, daté de 1601, est le plus vieil arbre de Paris.

Le nom du genre est dédié par le naturaliste Carl von Linné (1707-1778) en référence à Jean Robin (1550-1629) (botaniste du roi de France Henri IV, introducteur de cet arbre en France) et à son fils Vespasien Robin (1579-1662), également botaniste.
Jean Robin reçoit, du naturaliste britannique John Tradescant l'Ancien (1570-1638), des graines en provenance des montagnes des Appalaches. Il obtient le premier spécimen français, et le plante à Paris, en 1601, dans son jardin situé dans ce qui est aujourd'hui la place Dauphine,. l'originel a disparu, mais son fils transplanta des rejets qui ont donné naissance à deux arbres qui existent encore aujourd'hui à Paris : l'un au square René-Viviani attenant à l'église Saint-Julien-le-Pauvre (planté en 1601, le plus vieil arbre de Paris), l'autre au Jardin des Plantes (planté en 1636).
L'épithète spécifique pseudoacacia rappelle sa ressemblance, relative, avec les espèces du genre Acacia, dont fait partie le « mimosa des quatre-saisons ». Le Robinier faux-acacia a été placé dès 1753 dans le genre Robinia par Carl von Linné. Il n'a jamais été considéré comme faisant partie du genre Acacia en classification linnéenne. Le Robinier faux-acacia n'a jamais été classé parmi les Acacias, néanmoins l'appellation « Acacia » persiste dans le langage courant.
Ses noms vulgarisés et normalisés sont « Robinier faux-acacia,,,,, paramètre de Bioref « Tela » non reconnu  », « Robinier,, »
,« Acacia,, paramètre de Bioref « Tela » non reconnu  » et 
« faux Acacia, » . De façon plus locale, cet arbre est également appelé « Carouge,,, paramètre de Bioref « Tela » non reconnu  », « Acacia blanc, », « Acacia du pays », et « Cassie ».
En anglais, il se nomme Black locust, Robinie ou Akazienbaum en allemand, Robinia en espagnol et Robinia ou Acacia en italien.

## Description

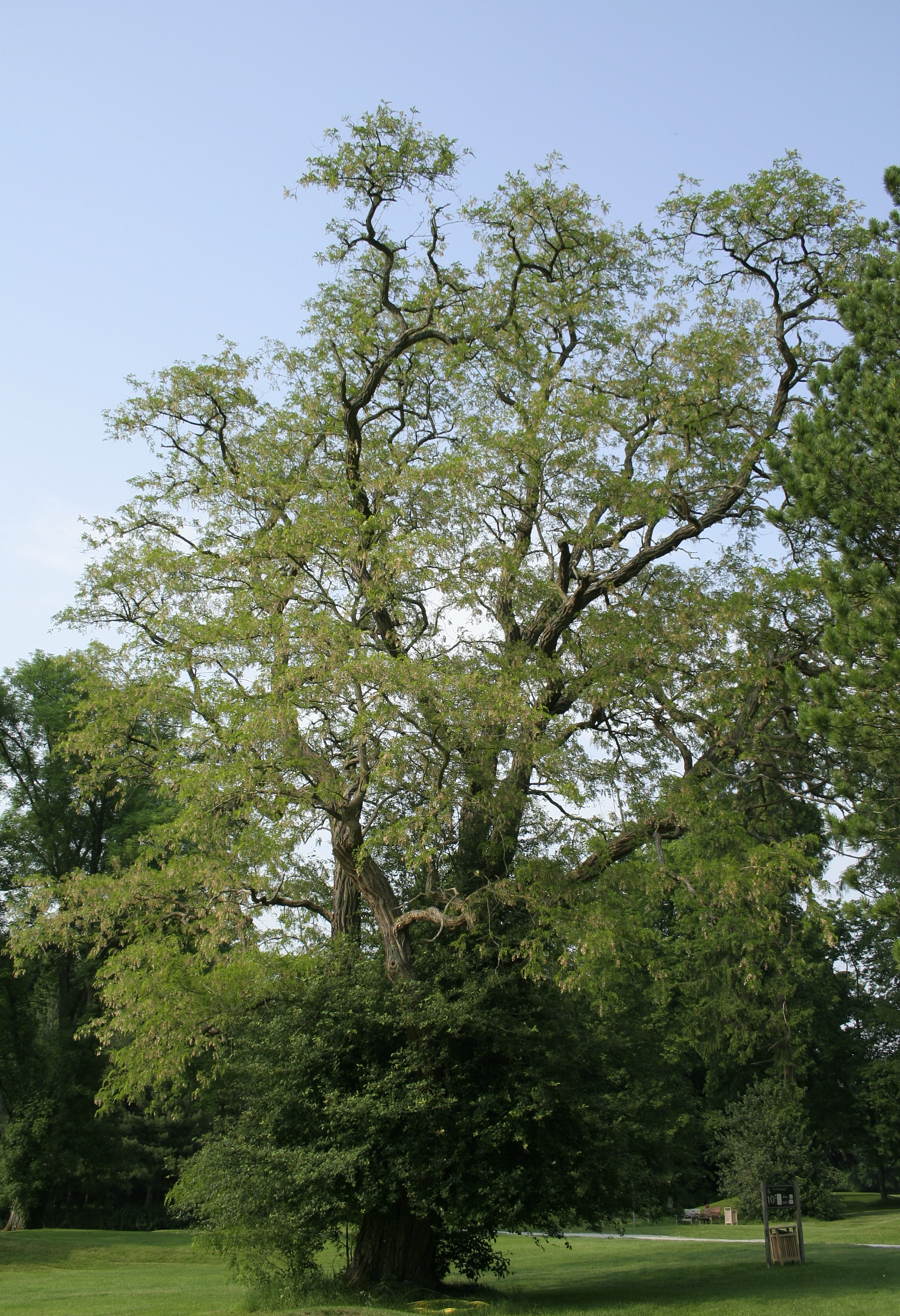
Aspect général de l'arbre au printemps.

C'est un arbre qui atteint 20 à 30 m de haut pour un mètre de diamètre. Il est très souvent drageonnant et forme des bosquets parfois envahissants. Le tronc gris brun est souvent double avec une écorce épaisse profondément crevassée dans le sens longitudinal. Les drageons et jeunes branches sont épineux. En taillis, il peut faire des pousses de 20 m. Plus le terrain est mauvais et plus il drageonne et les fourrés assurent leur action protectrice. Il pourrait préparer l'arrivée d'autres espèces mais il est assez inexpugnable.
Les feuilles caduques apparaissent tard au printemps. Elles sont imparipennées, avec un grand nombre (de 9 à 23) de folioles ovales ; les stipules des feuilles portées par les rameaux non florifères sont transformées en aiguillons aigus, qui persistent plusieurs années après la chute des feuilles.
Les fleurs qui apparaissent entre mai et juin sont blanches, en grappes pendantes parfumées et mellifères de 10 à 25 cm de long. Le Robinier est une importante plante mellifère mais la sécrétion de nectar n’est abondante que par une température supérieure à 20 °C et est arrêtée par les températures basses et par la pluie. Le miel du Robinier faux-acacia n’est jamais commercialisé sous ce nom, mais sous celui de « miel d’acacia », ce qui est botaniquement faux mais est une appellation tolérée par l’usage.
Les fruits sont des gousses aplaties, de 7 à 12 cm de long, contenant 4 à 12 graines brunes de six à sept millimètres de long à tégument très dur. Elles restent fixées à l'arbre bien après la chute des feuilles.
La rhizosphère du Robinier encourage des bactéries fixatrices d'azote. Le système radiculaire peut s’étendre sur un rayon de 15 mètres autour du tronc sur les terrains secs.
Chaque année le bois de printemps apparaît comme un anneau poreux. Entre les cellules du parenchyme de gros vaisseaux sont visibles à l'œil nu. À l'automne, ces vaisseaux sont obstrués par des excroissances des cellules qui les bordent, les thylles. Chez le Robinier, les gros vaisseaux du bois de printemps ne conduisent la sève qu'une saison.

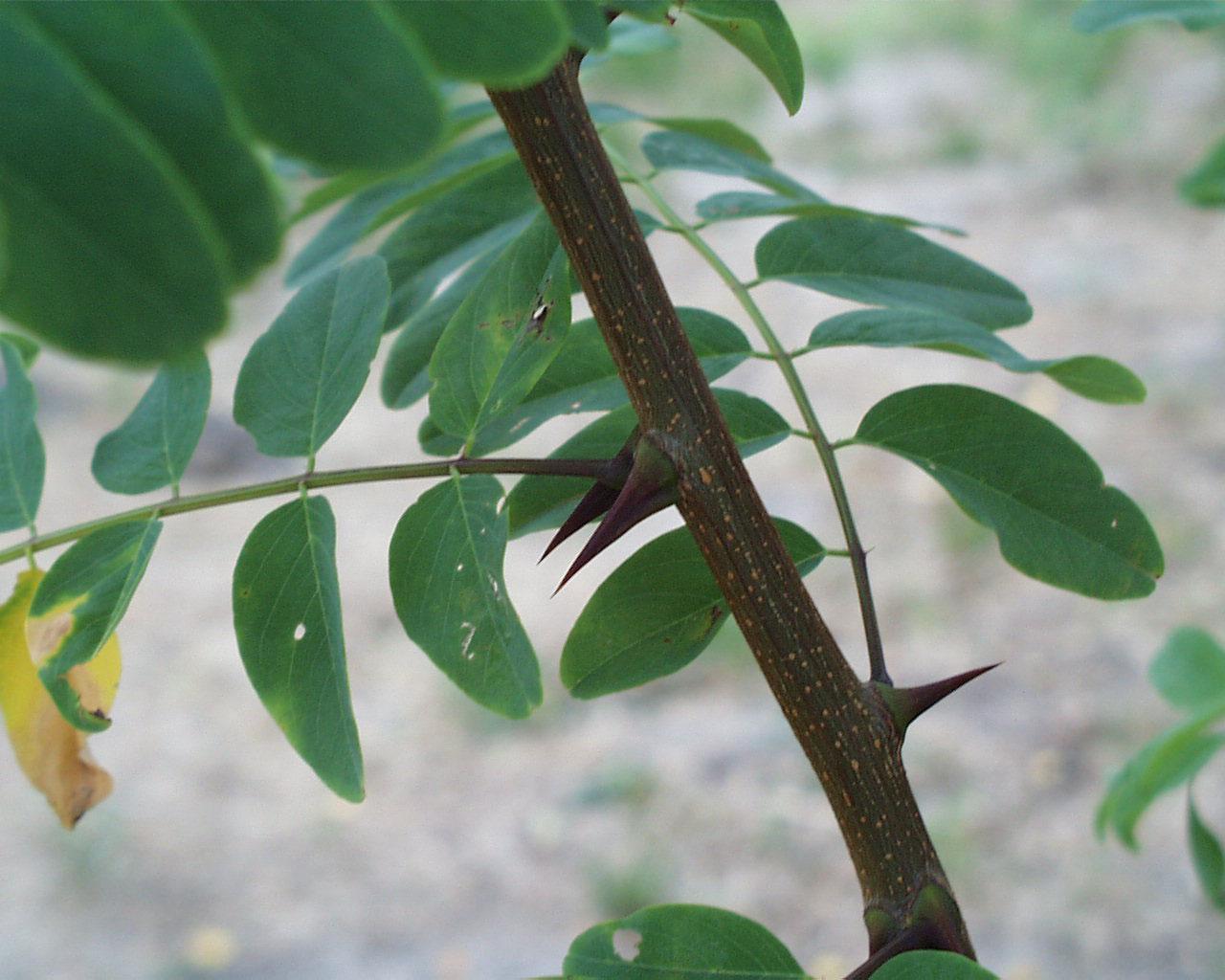
Branche de Robinier faux-acacia.
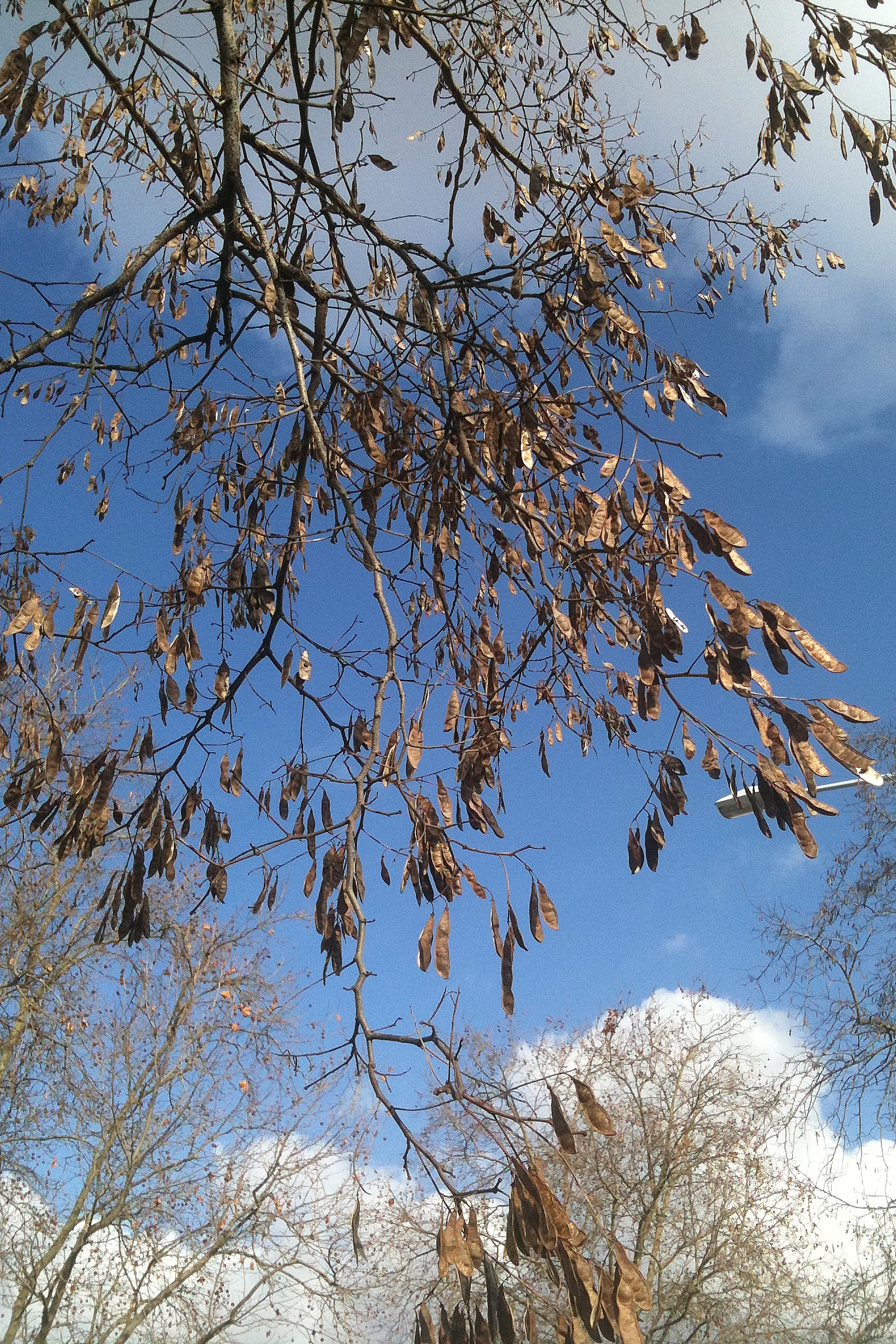
Les gousses du Robinier faux-acacia restent fixées à l'arbre tout l'hiver.
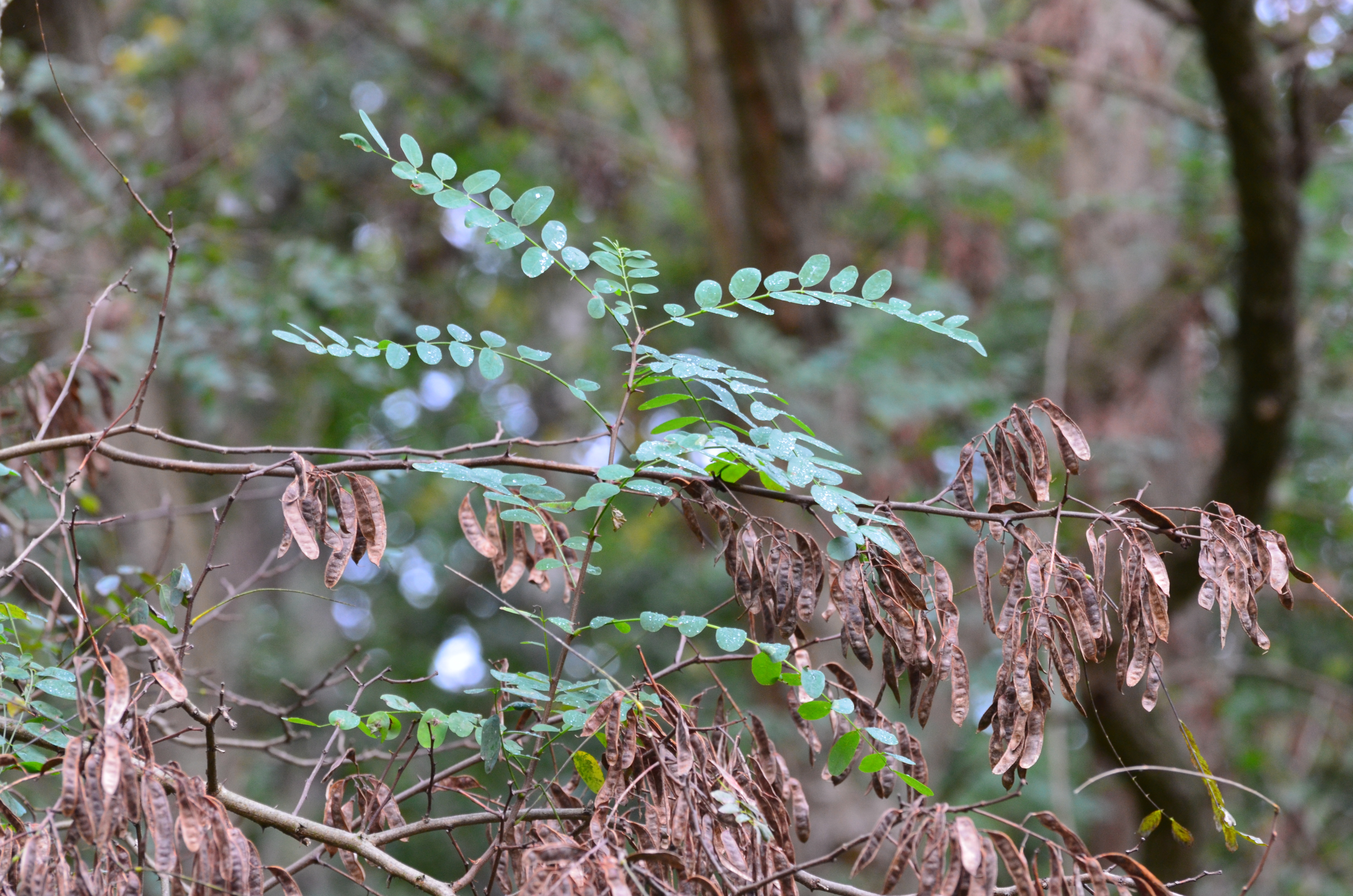
Vue de l'arbre (jeune) dans un fourré.
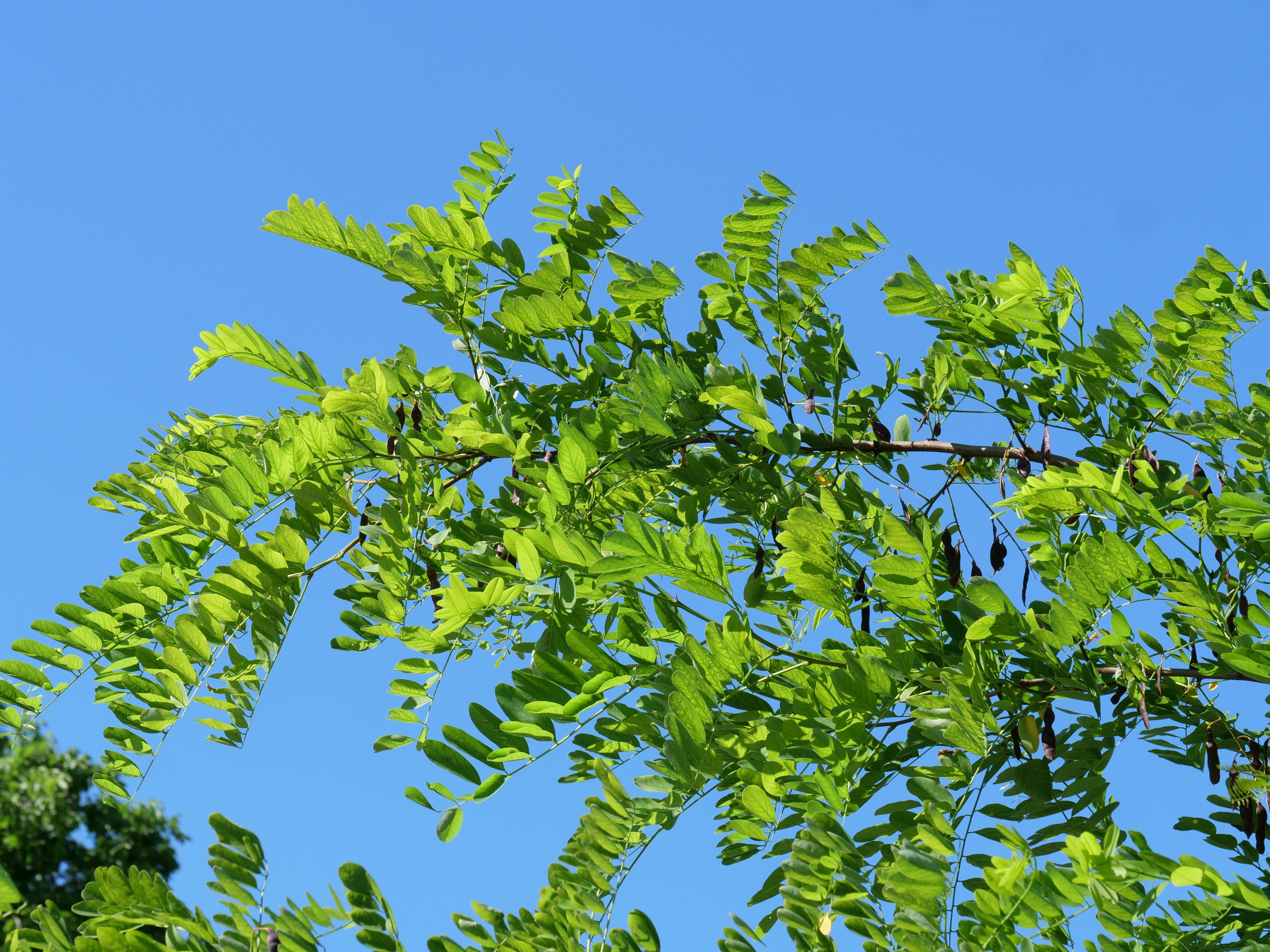
Une branche de faux-acacia.
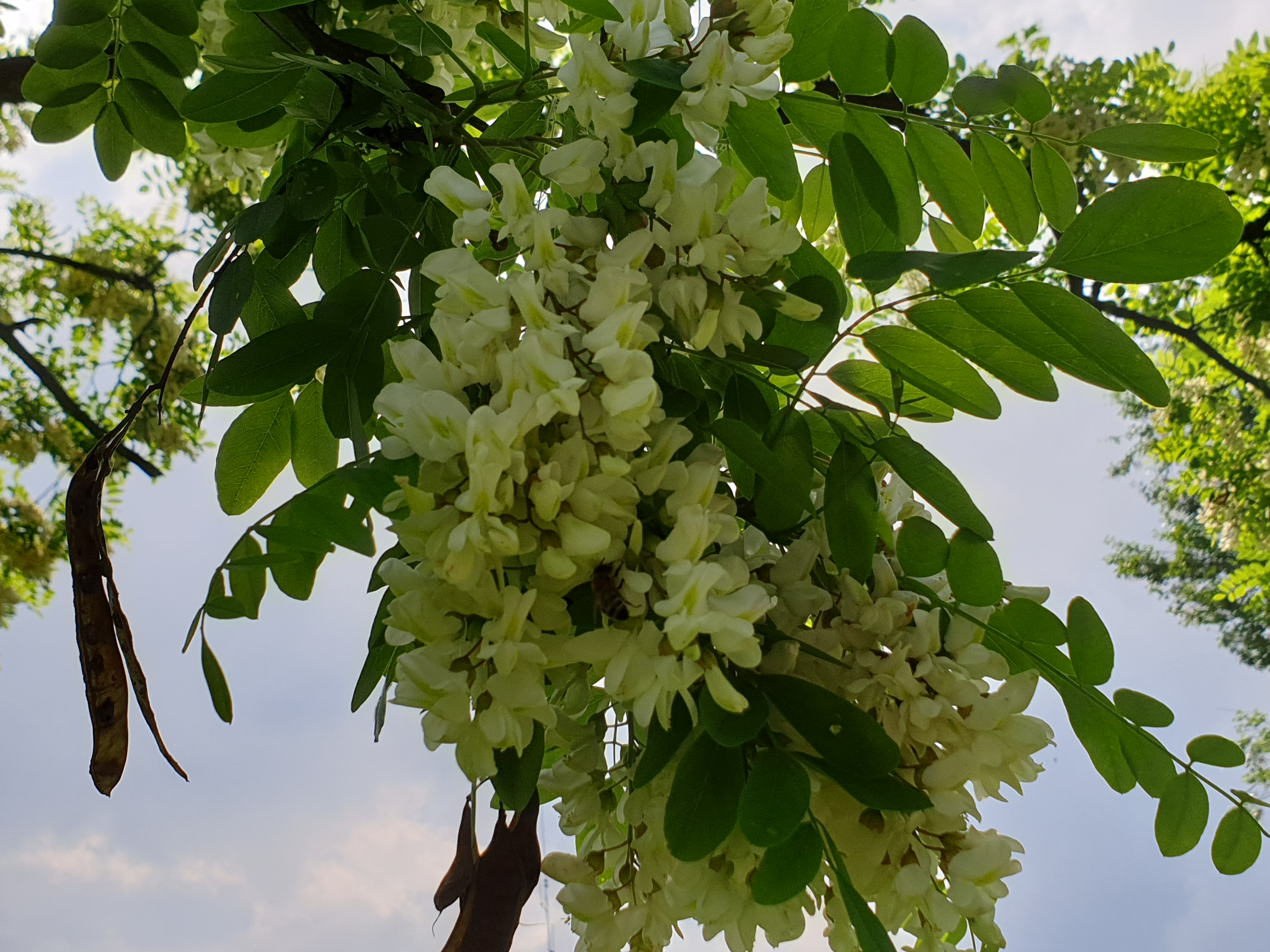
Les fleurs de l'espèce.
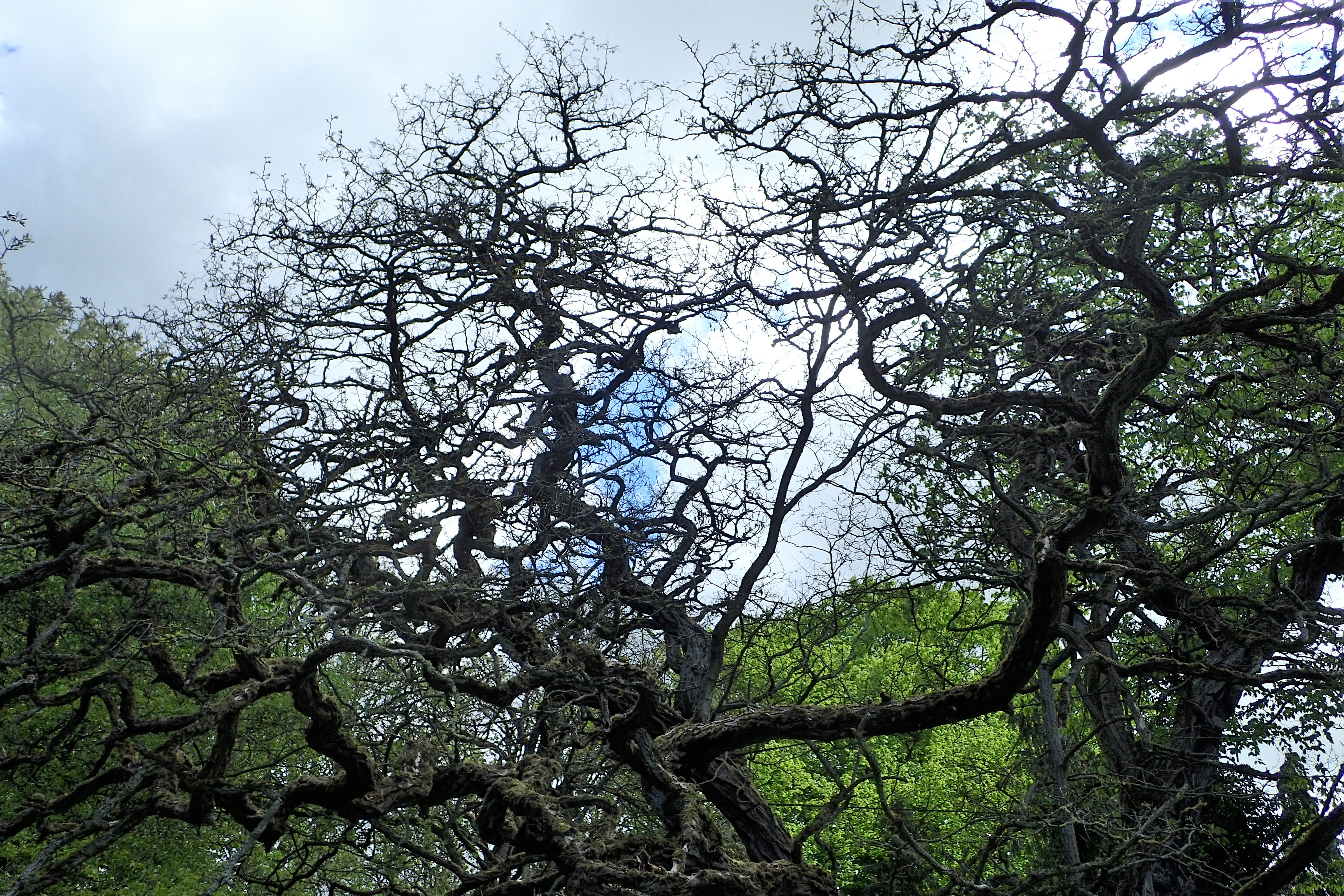
L'arbre en hiver.
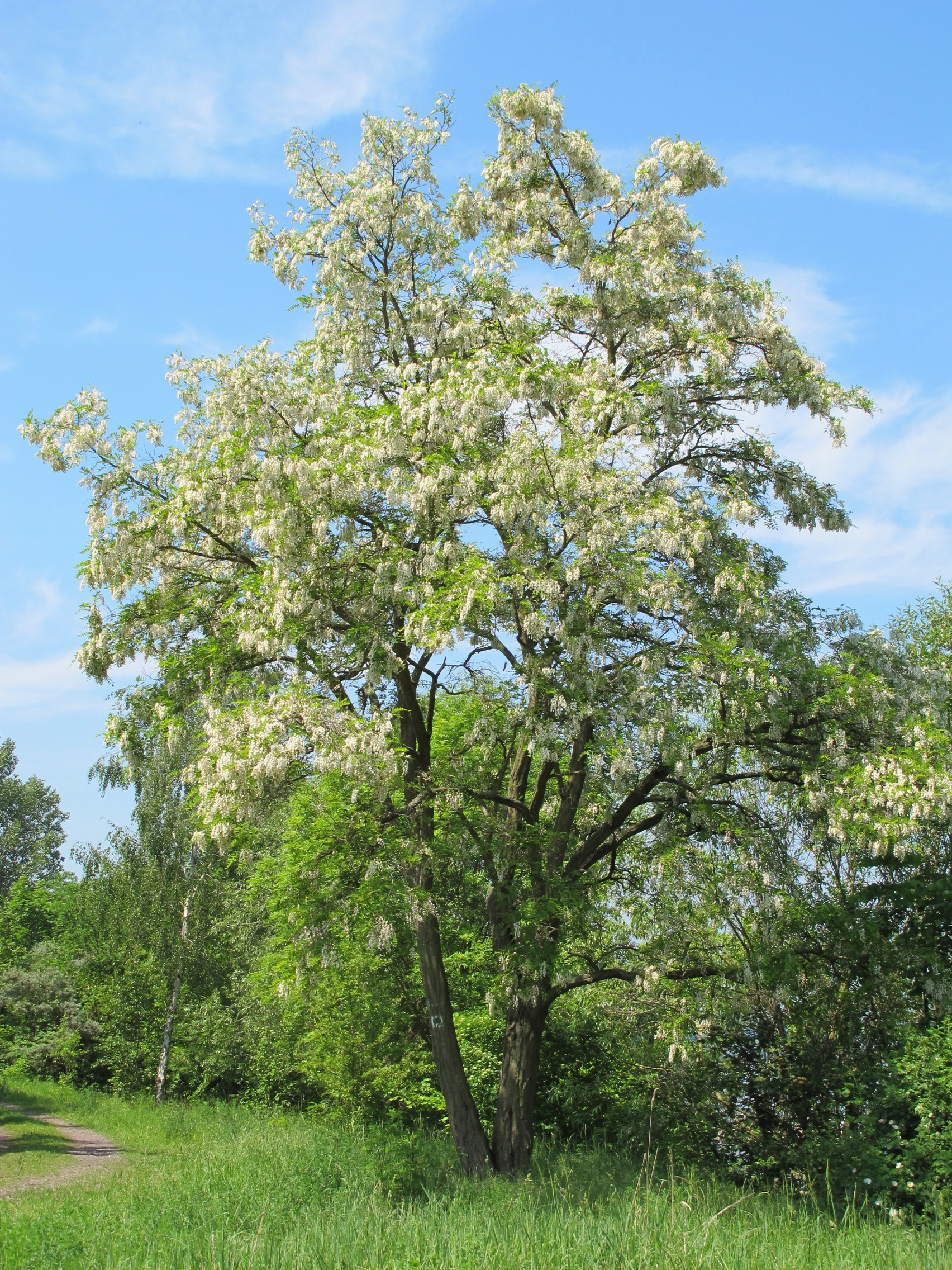
Tenue générale de la plante.
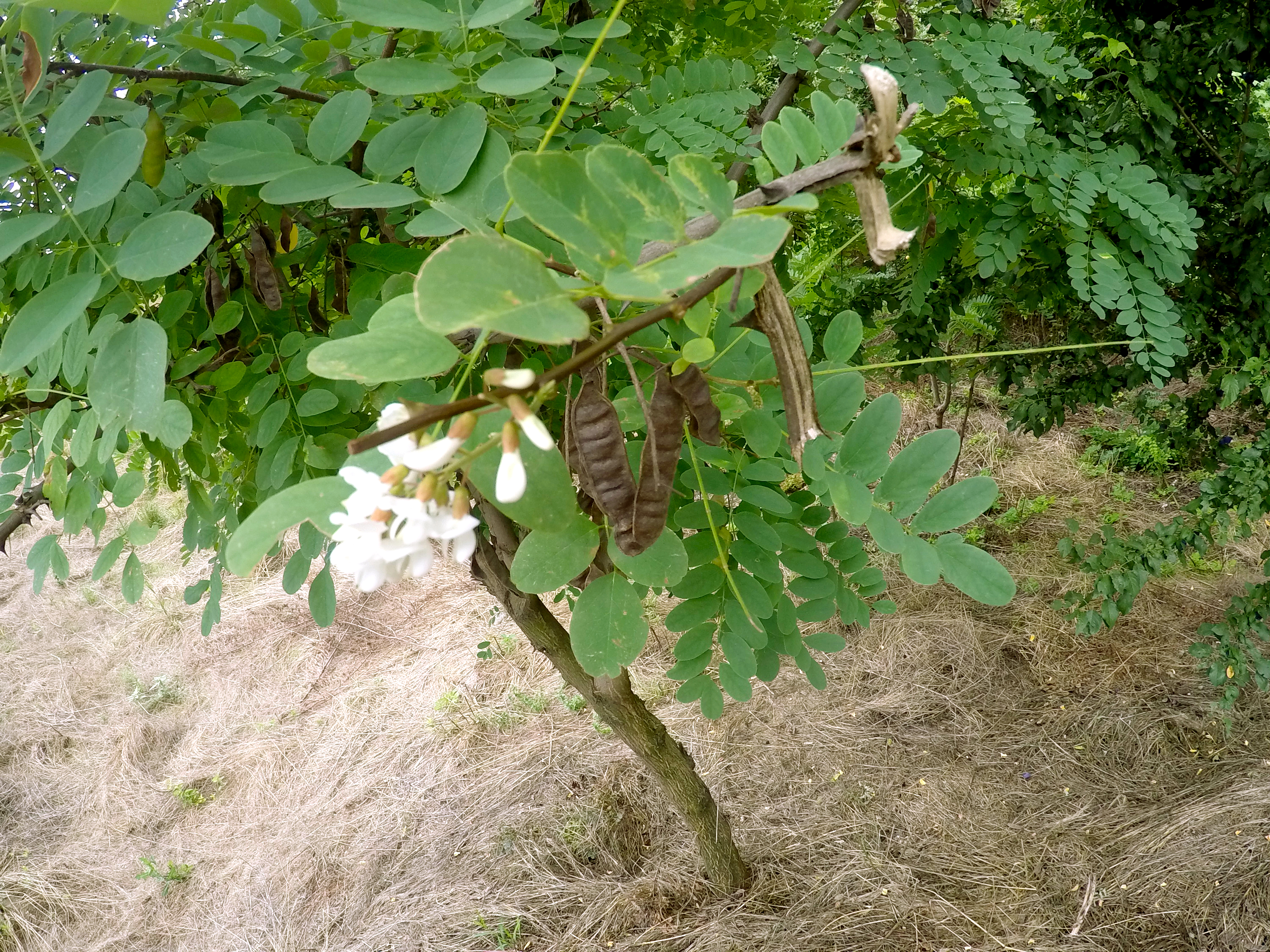
Fleurs, feuilles nouvelles et gousses de l'année précédente.

## Distribution, habitat et statut

Aire de répartition naturelle (États-Unis d'Amérique).

Originaire de la région des Appalaches, à l'est de l'Amérique du Nord, le Robinier faux-acacia est très répandu en Pennsylvanie, en Géorgie, dans l’Illinois et dans l'Arkansas. Comme le montrent les recherches citées par Kowarik, le Robinier commun dans son habitat d'origine est un arbre qui initie la régénération de la forêt après des perturbations « catastrophiques », telles que des incendies de forêt ou des coupes à blanc. La région nouvellement peuplée est dominée pendant environ 20 à 30 ans par le robinier, qui est ensuite remplacé par d’autres essences comme le Tulipier de Virginie. Les espèces d'arbres capables de déplacer le Robinier de son emplacement sont généralement caractérisées par le fait qu'elles poussent plus haut que lui et donnent une ombre très forte.
Introduit en Europe, il y est généralement considéré comme une espèce envahissante en France, Allemagne, Belgique, Pays-Bas, Italie du Nord, Suisse, Autriche, Hongrie, Slovénie, Slovaquie, Pologne, Roumanie, Moldavie, Bulgarie, Macédoine du Nord, Kosovo, Albanie, Grèce, Chypre, Turquie, Syrie, Liban, Israël, Australie et Nouvelle-Zélande : c'est donc une espèce largement hémérochore. En Europe et dans les zones de répartition nord-américaines nouvellement colonisées, il résiste à des sites beaucoup plus secs que ceux de son aire de répartition d'origine.
Il a été importé en 1601 en France par Jean Robin (arboriste des rois Henri III, Henri IV et Louis XIII) qui reçut des graines de son ami John Tradescant l'Ancien, 1570-1638, naturaliste anglais en relation avec la Virginia Company (Compagnie de Virginie).
C'est un arbre de basse altitude (au-dessous de 700 m) qui s'est naturalisé en Europe, ne dépassant pas au nord les Pays-Bas et le sud de la Pologne, ainsi que dans les zones tempérées des autres continents. Il a été largement planté pour stabiliser les terrains sablonneux ou rocailleux et pour son bois.

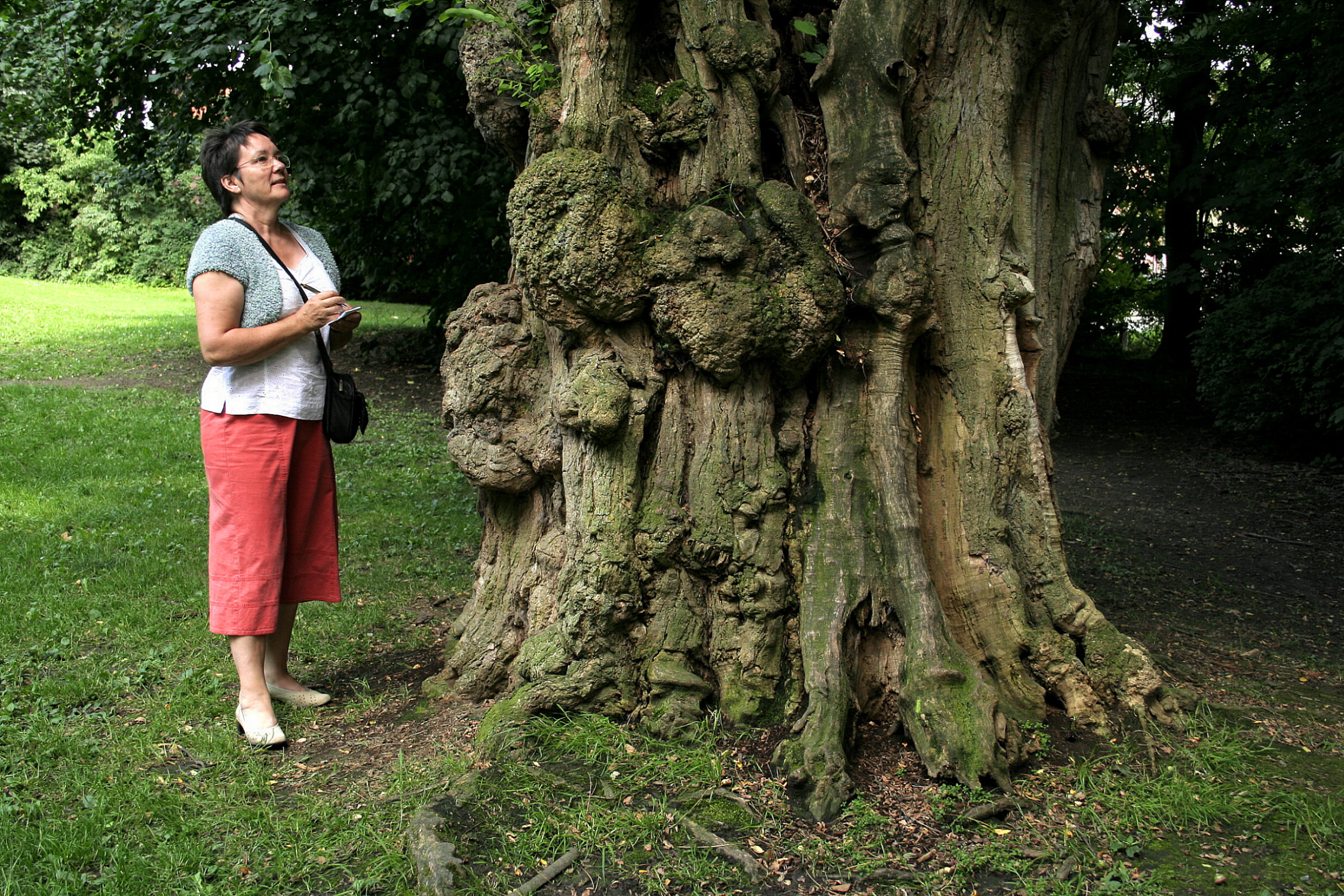
Robinier faux-acacia à Waterloo en Belgique.
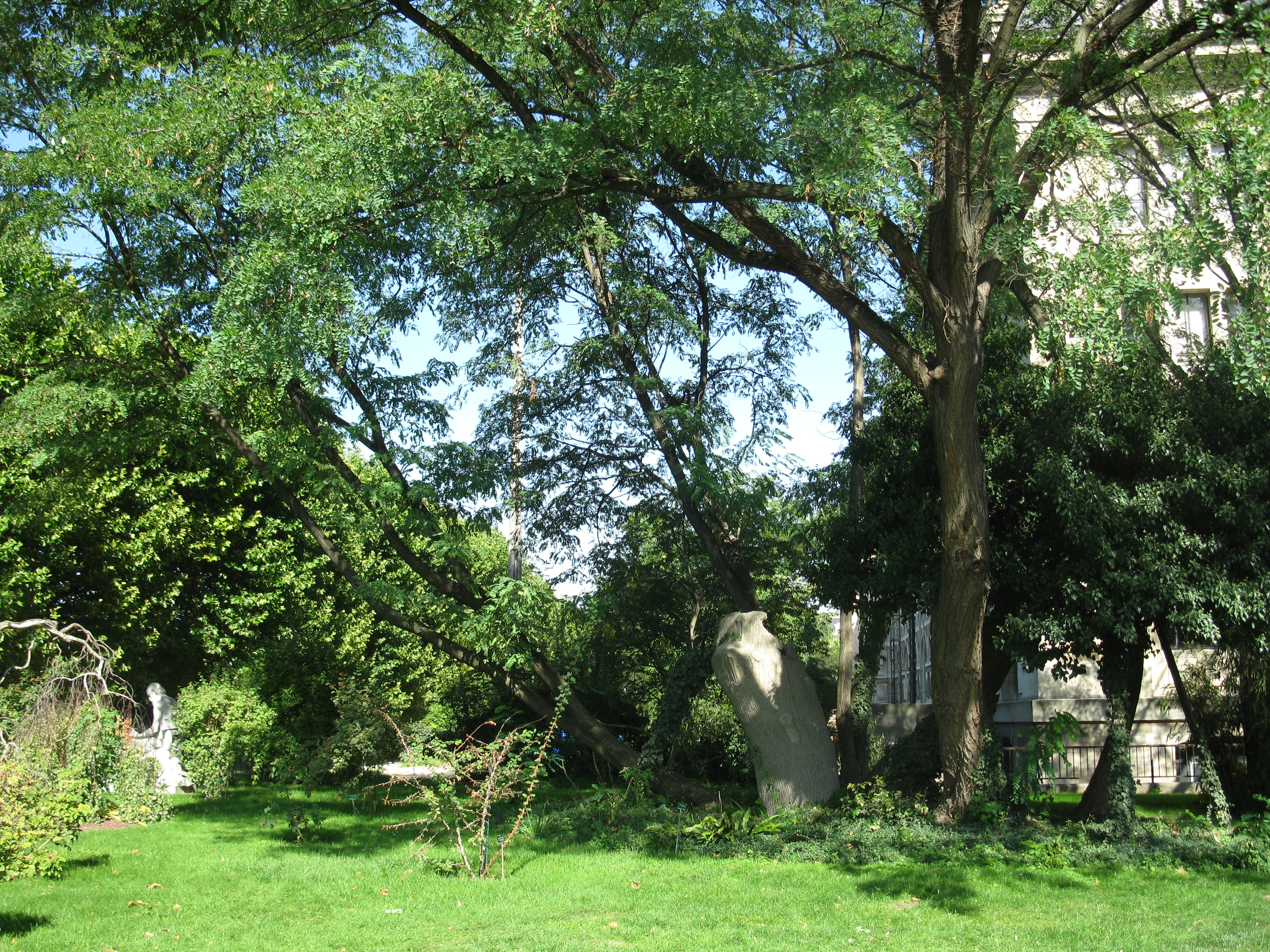
Rejets du Robinier faux-acacia de Robin, daté de 1610, arbre remarquable du Jardin des plantes de Paris.
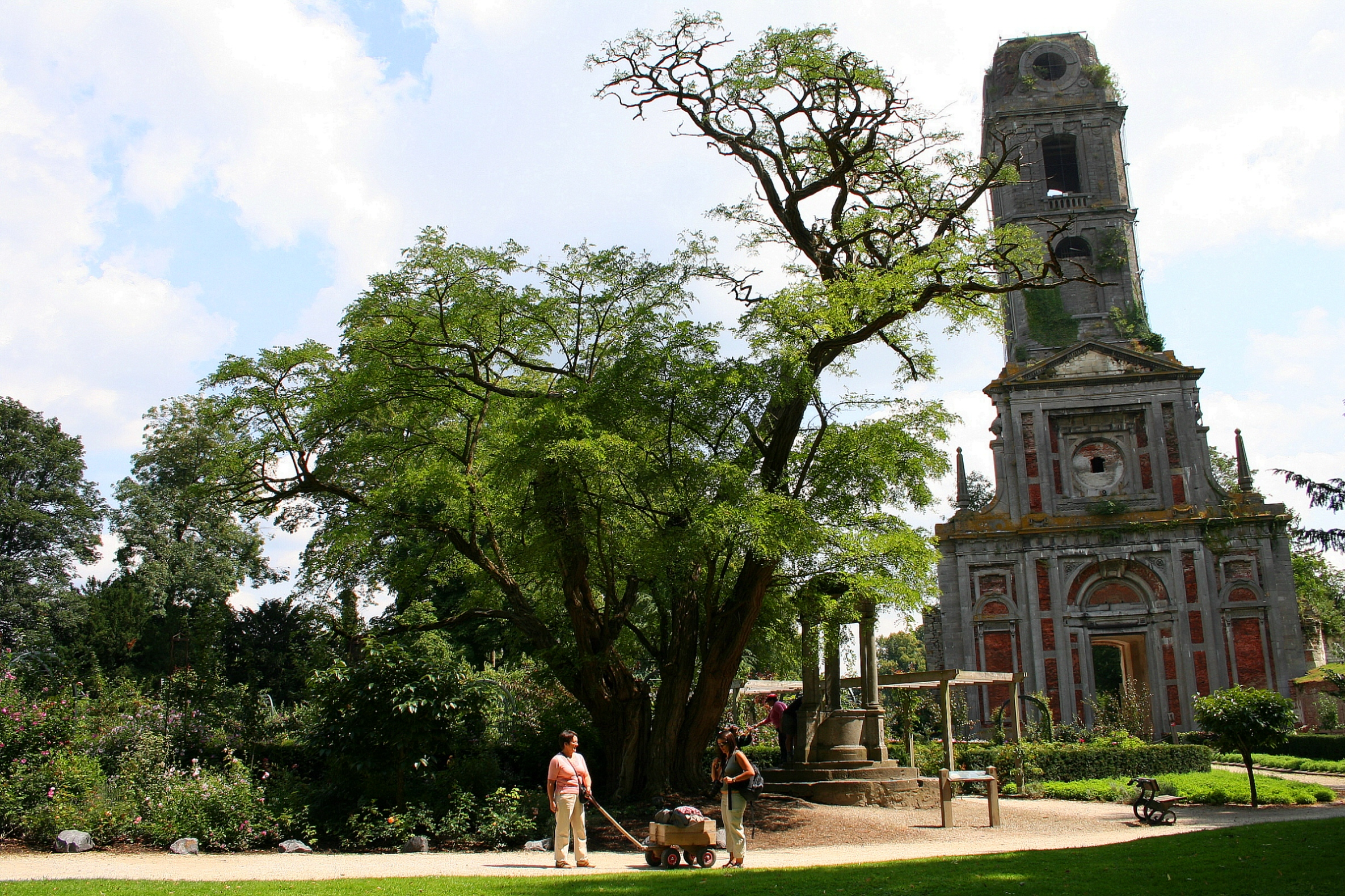
Le Robinier-faux-acacia remarquable du parc Pairi Daiza, à Cambron-Casteau en Belgique.
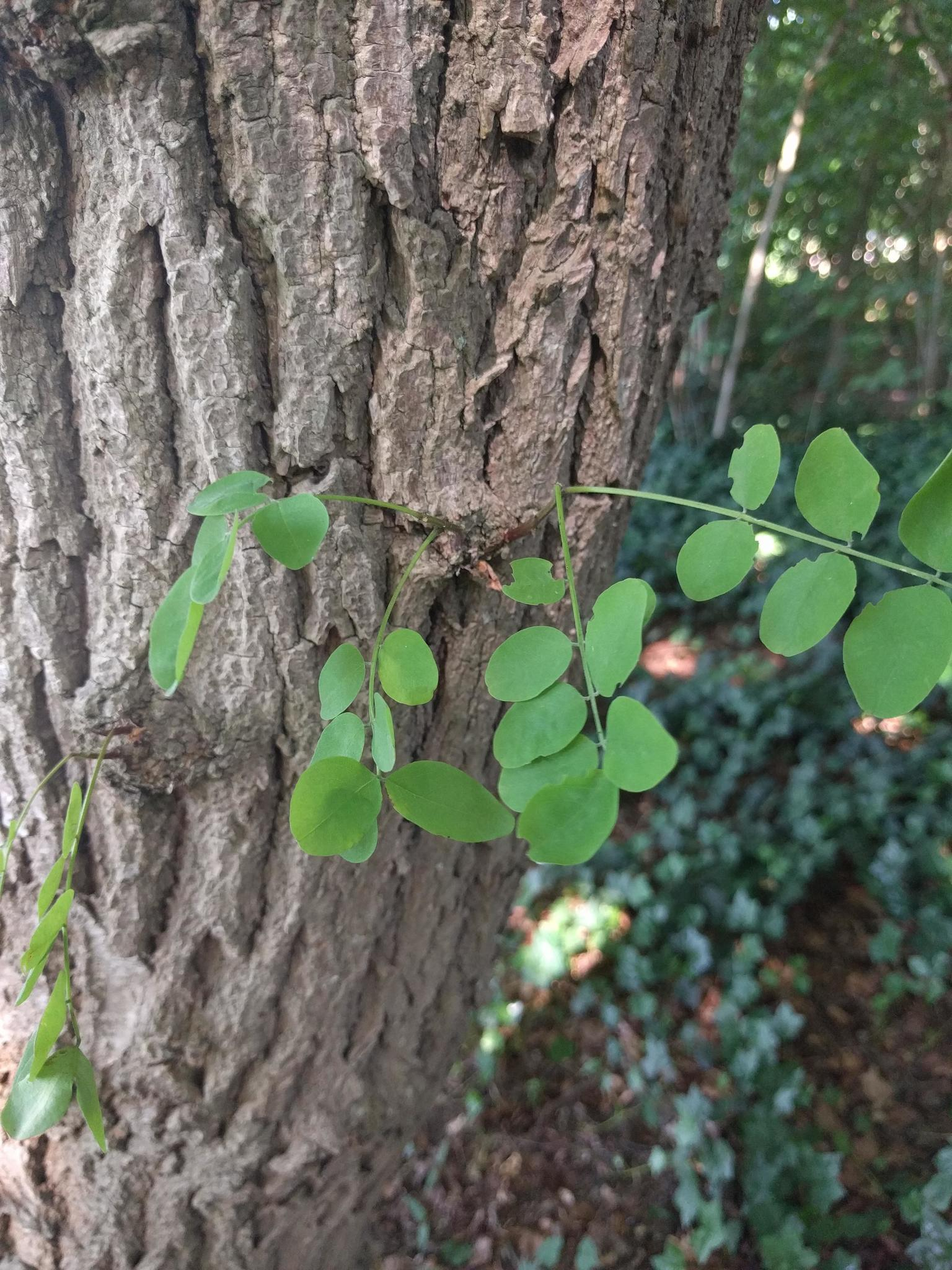
Tronc d'arbre et aspect.

## Culture
C'est un arbre pionnier de croissance rapide (1,5 m de haut et 2 cm de diamètre dès la première année). Il se suffit de terrains dégradés qu'il enrichit, en fixant l'azote par ses racines, comme la plupart des légumineuses. Il préfère les terrains frais, pauvres en calcaire, mais peut se satisfaire de terrains secs. Il ne pousse pas dans les terrains trop humides et sur des terres argileuses compactes. Arbre héliophile et sciaphobe, il a besoin de beaucoup de soleil et redoute l'ombre mais supporte bien le gel.
En raison de son système racinaire radial très superficiel, il ne peut être transplanté que lorsqu'il est jeune. Pour les mêmes raisons, l'arbre supporte mal les forts vents. Le robinier supporte assez mal la taille sévère et l'élagage. Si c'est absolument nécessaire, il faut préférer la période juste après la floraison. Planté en bord d'une voie goudonnée, ses racines ont tendance à soulever le bitume.
On le propage par semis puis par rabattage au sol des plants de deux ou trois ans. Les racines émettent alors de très nombreux drageons qui font rapidement de nombreux et excellents piquets.
Dans le monde entier, la superficie cultivée est passée de 227 000 à 3 264 000 hectares entre 1958 et 1986, soit plus de dix fois plus. Avec 3,2 millions d'hectares dans le monde, c'est la troisième essence de feuillus de plantation après le peuplier et l'eucalyptus.

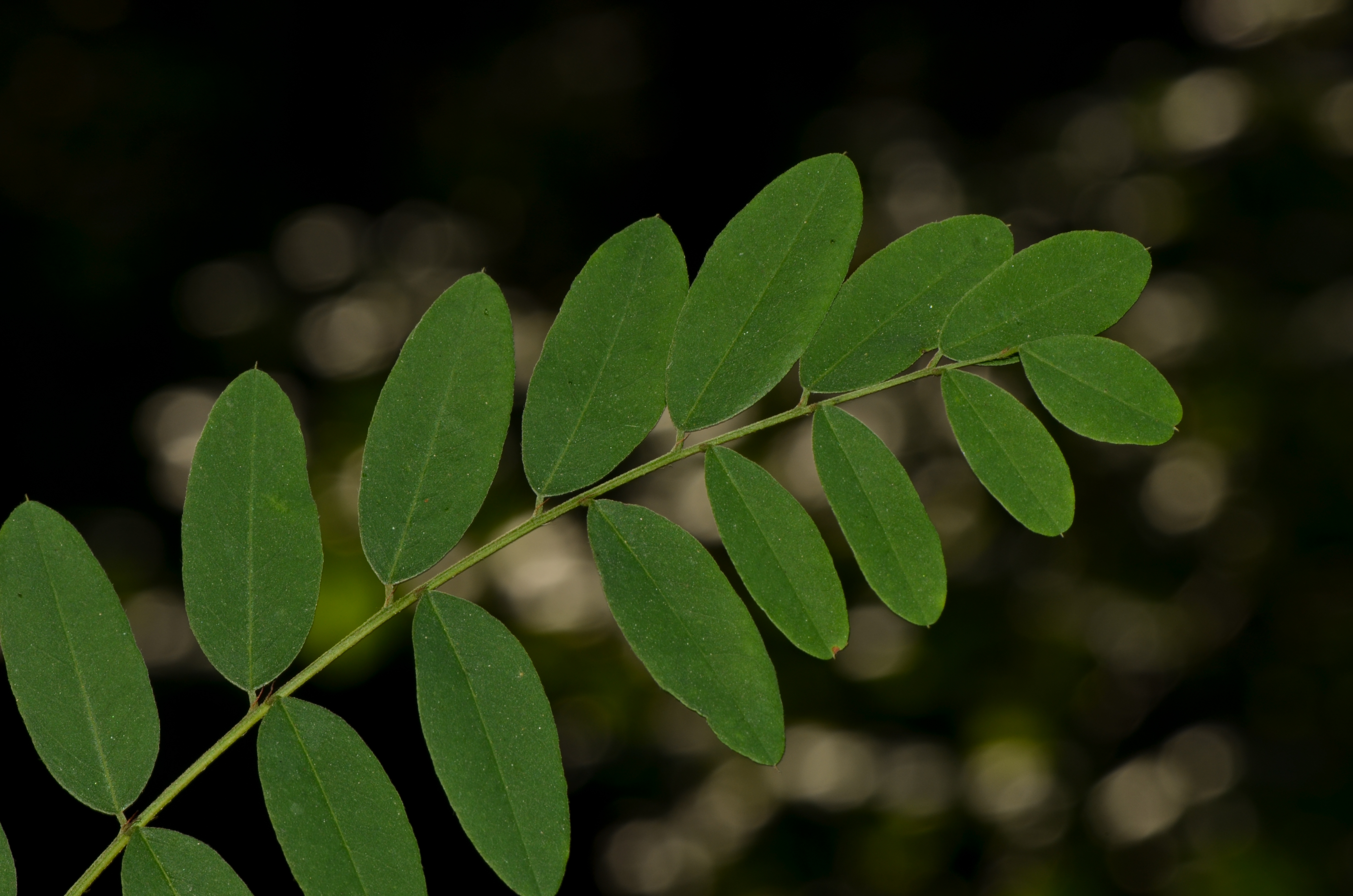
Feuille composée.
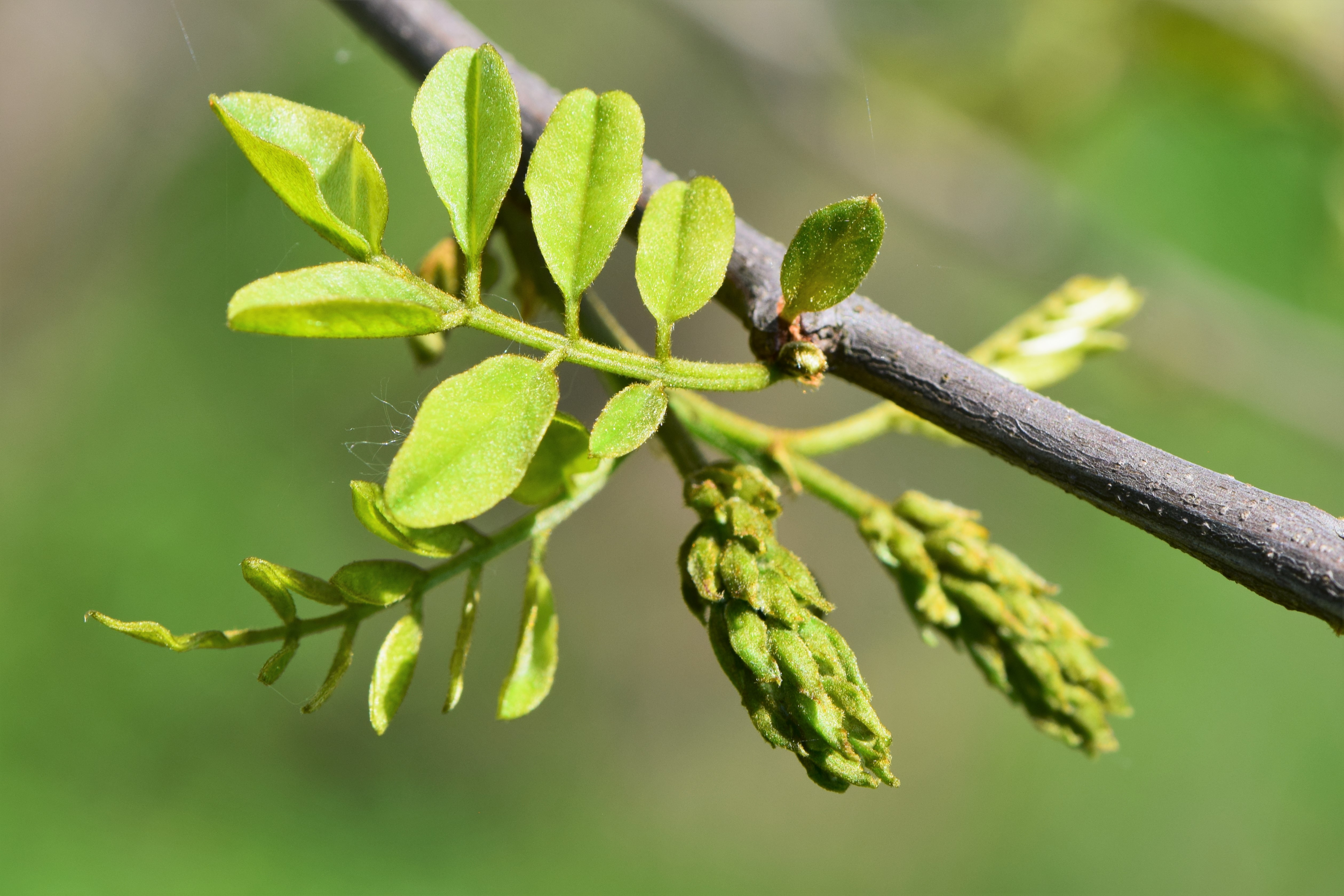
Bourgeons floraux.
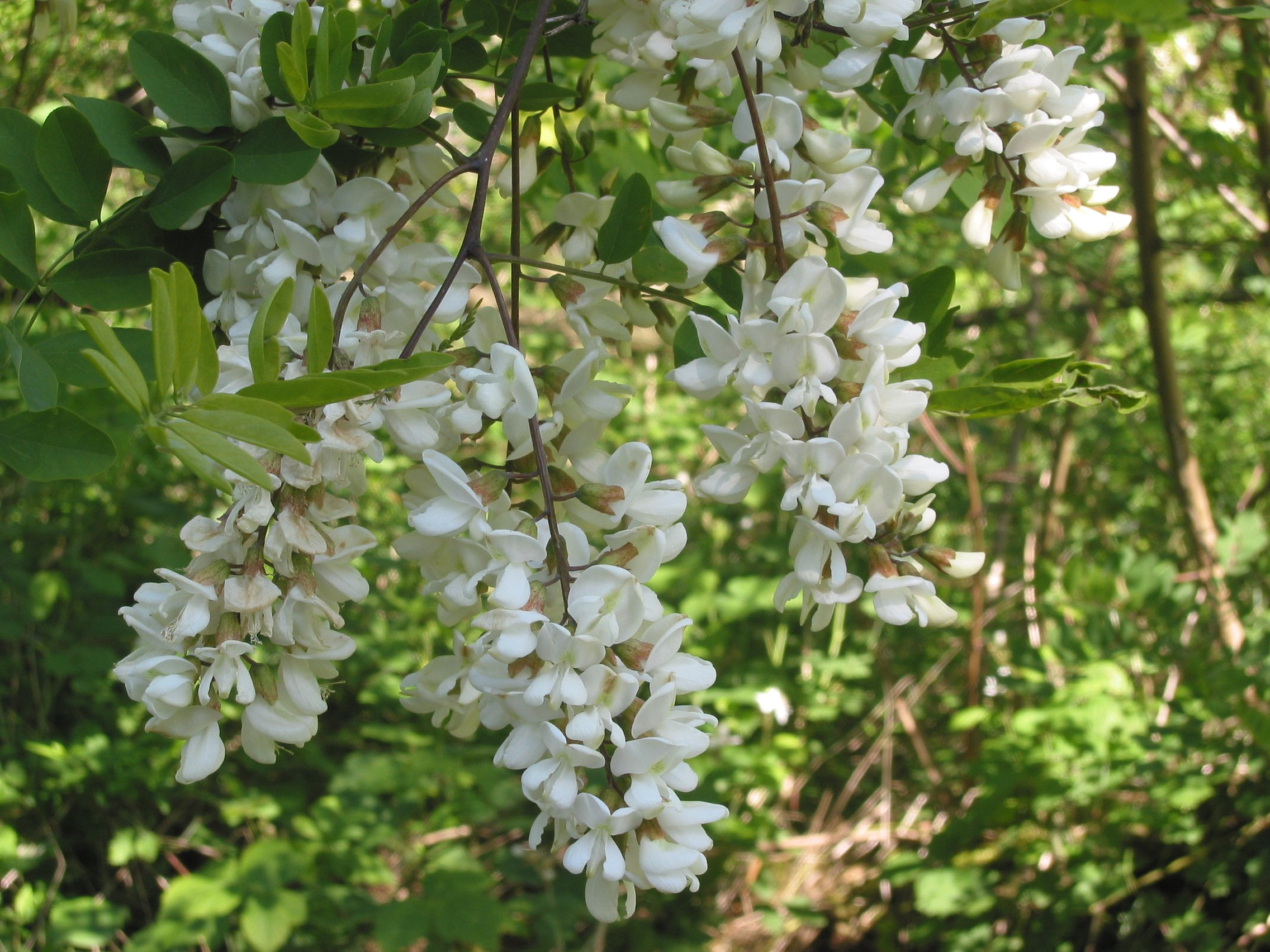
Inflorescences de l'espèce.
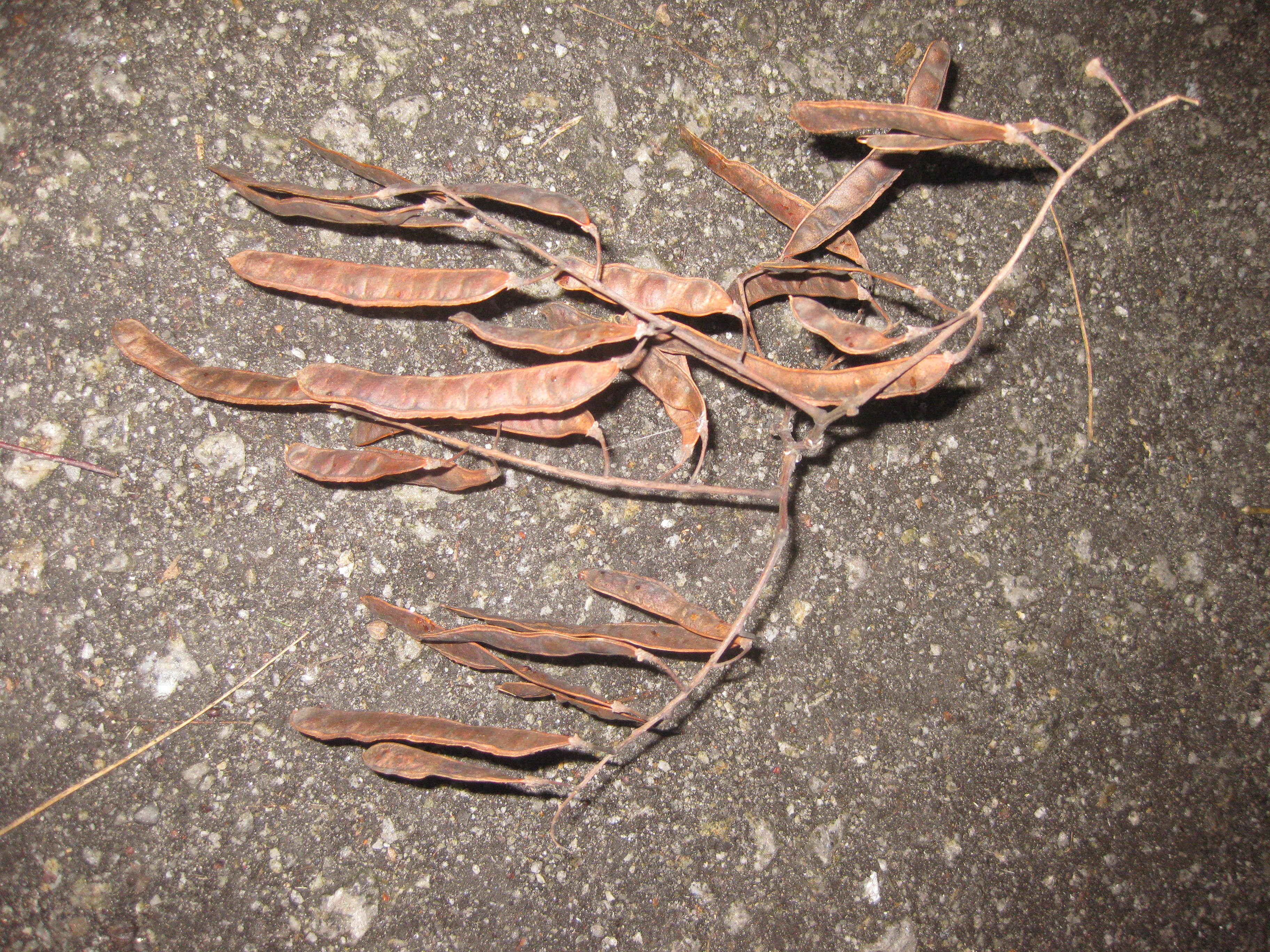
Grappe de graines du Robinier.
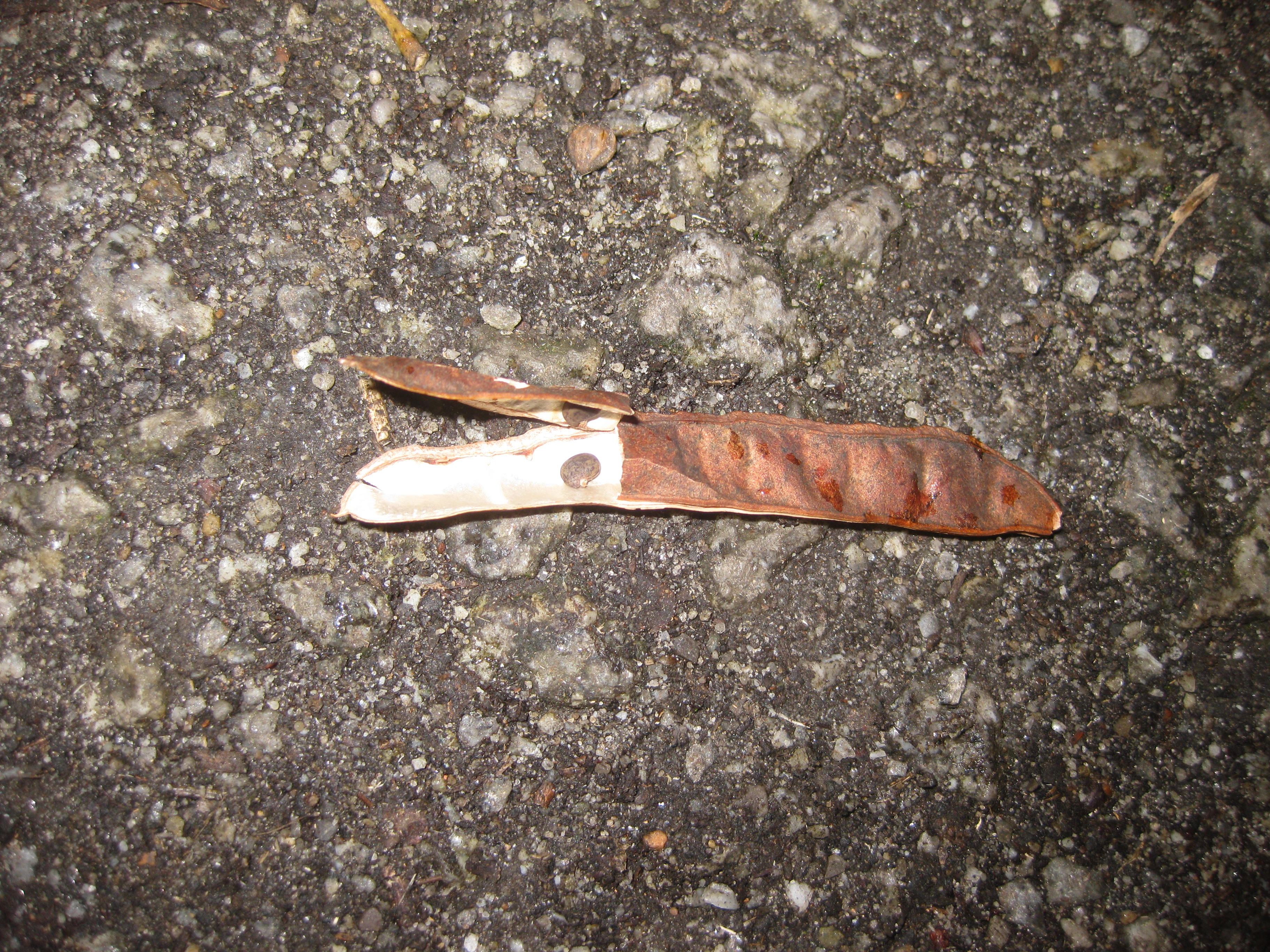
Vue de près de la graine.

## Utilisations
Le Robinier est notamment utilisé pour végétaliser les sols inertes, grâce à sa résistance au froid et à la sécheresse, et à son pouvoir de fixation de l'azote atmosphérique (propriété commune à la plupart des Fabacées) qui améliore durablement la qualité des sols où on le plante. Grâce à sa croissance rapide, ces utilisations assurent un débouché rémunérateur aux plantations de robiniers conduites en taillis.

### Bois imputrescible
Très dur, et quasiment imputrescible, ne nécessitant pas de traitement, pouvant remplacer les bois précieux exotiques, il est considéré comme une essence très durable. Le bois des arbres qui poussent au bord de l'eau est cependant moins durable. Son bois jaune dur peut être imputrescible jusqu'à une trentaine d'années, même s'il est posé en terrain humide.

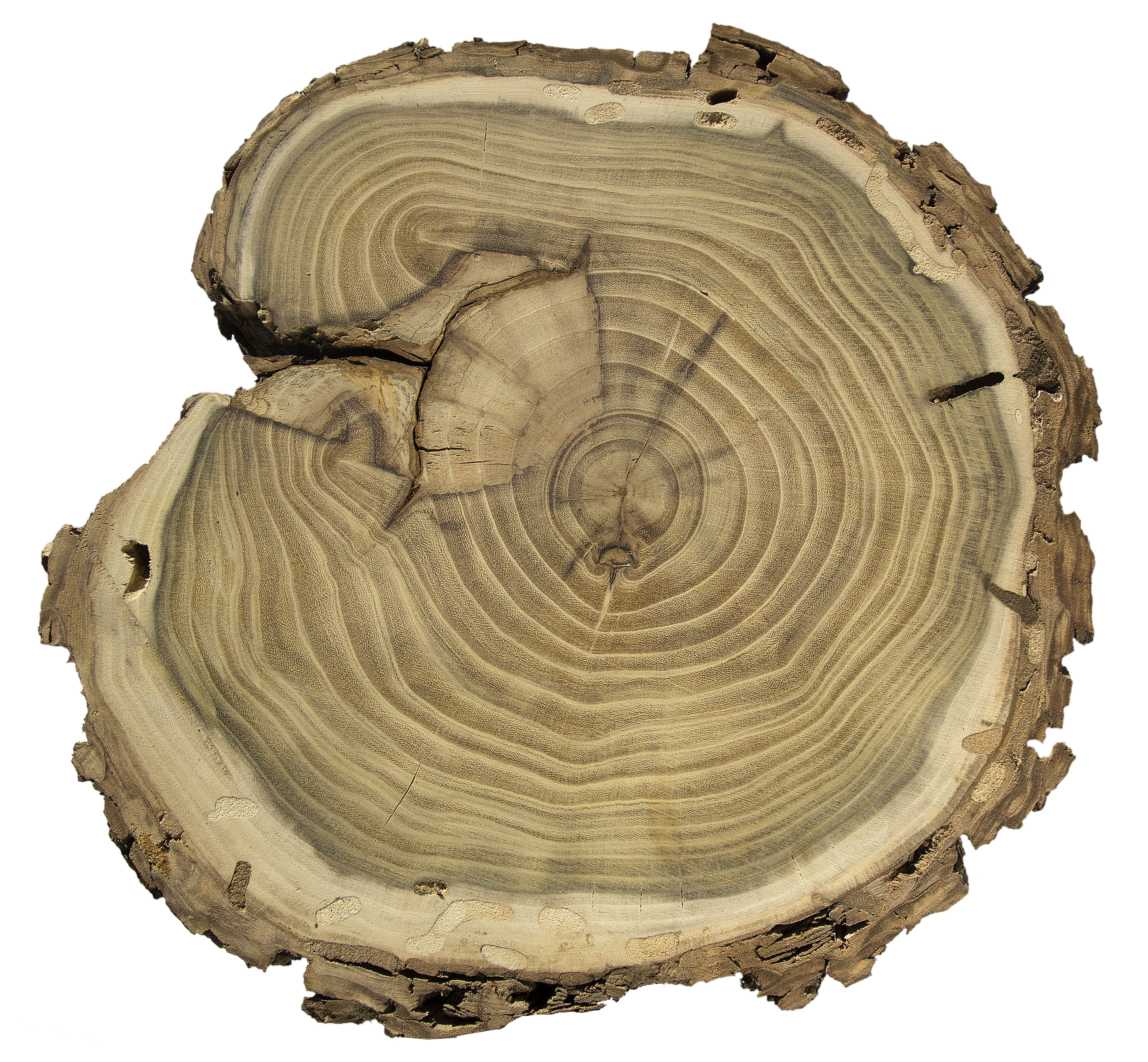
Coupe de Robinia pseudoacacia au muséum de Toulouse.

Il est recherché pour la fabrication de barriques, de menuiserie extérieure, de piquets de vigne ou de clôture, parfois remplacé par le châtaignier dans les régions où il manque. Facile à travailler, il était aussi utilisé en charronnerie. On cherche actuellement à valoriser le bois de robinier comme bois d'œuvre pour la fabrication de meubles de jardin et d'équipement extérieur, mais il faut le travailler assez vite après la coupe avant qu'il ne devienne trop dur.
| durabilité           | durabilité naturelle                                 |
| champignons          | classe 1-2 (durable à très durable)                  |
| insectes de bois sec | durable - aubier distinct (risque limité à l'aubier) |
| termites             | classe D (durable)                                   |
| imprégnabilité       | classe 4 (non imprégnable)                           |
| classe d'emploi      | classe 4 (en contact avec l'eau douce)               |

### Apiculture
Les fleurs du Robinier donnent l'un des miels de printemps les plus réputés : le miel d'acacia, un miel liquide à la couleur ambre clair qui cristallise très lentement (sur plusieurs années). Le nectar de fleurs de Robinier est très riche avec une teneur en sucre comprise entre 34 et 59 %. Une seule fleur produit un nectar avec une teneur en sucre de 0,2 à 2,3 mg en 24 heures. En moyenne, une production de miel comprise entre 0,66 et 1,44 kg peut être atteinte par arbre et par période de floraison.

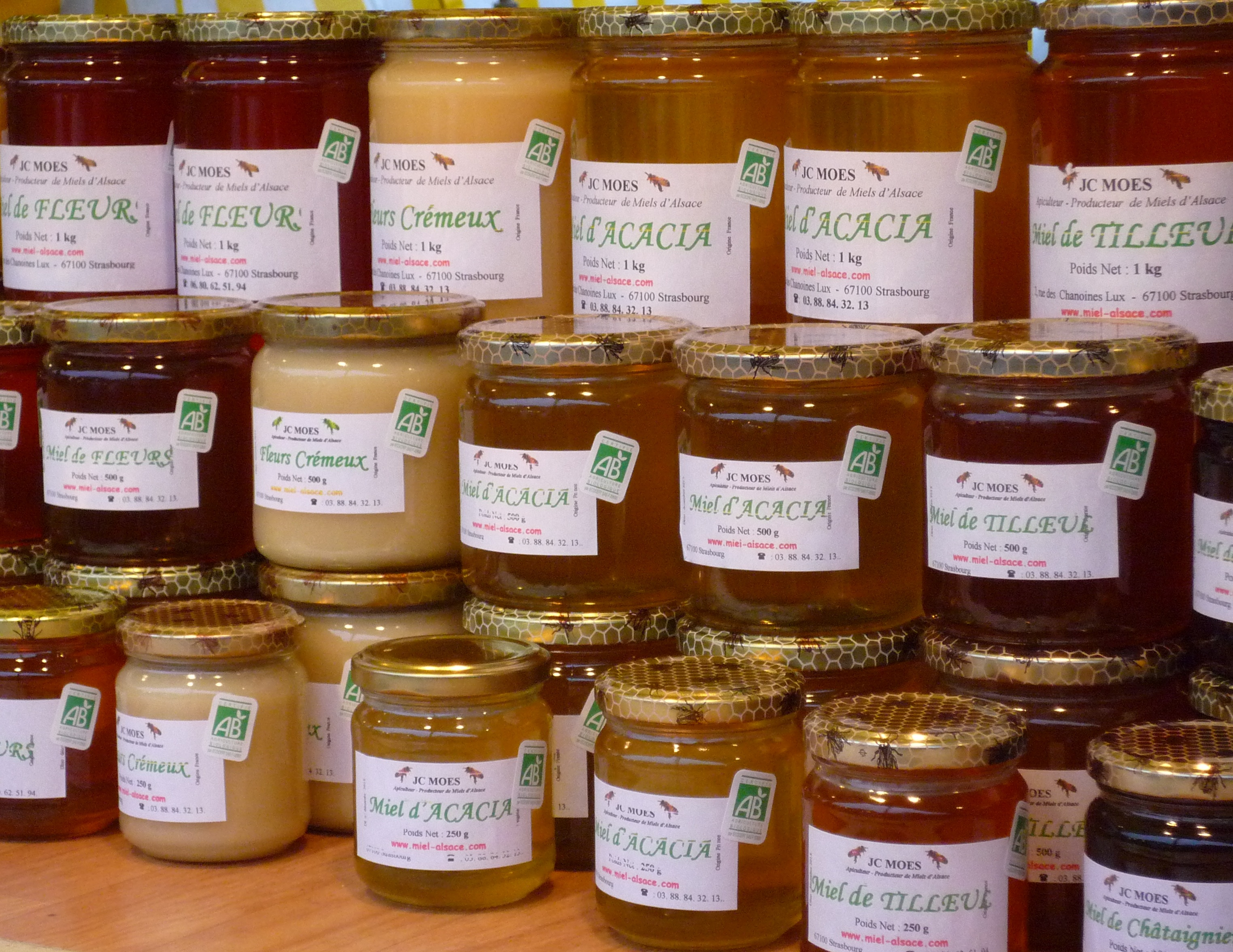
Miels de Robinier faux-acacia.

Cela dit, la miellée du robinier est une miellée capricieuse. En effet, le robinier fleurit habituellement début mai en pleine période des saints de glace où les températures peuvent être assez froides et la météo pluvieuse. Or, pour produire du nectar en bonnes quantités, le Robinier a besoin de températures supérieures à 20 °C et de pas trop de pluie pour fournir du pollen. La récolte de miel d'acacia est donc rarement régulière en France.

### Autres

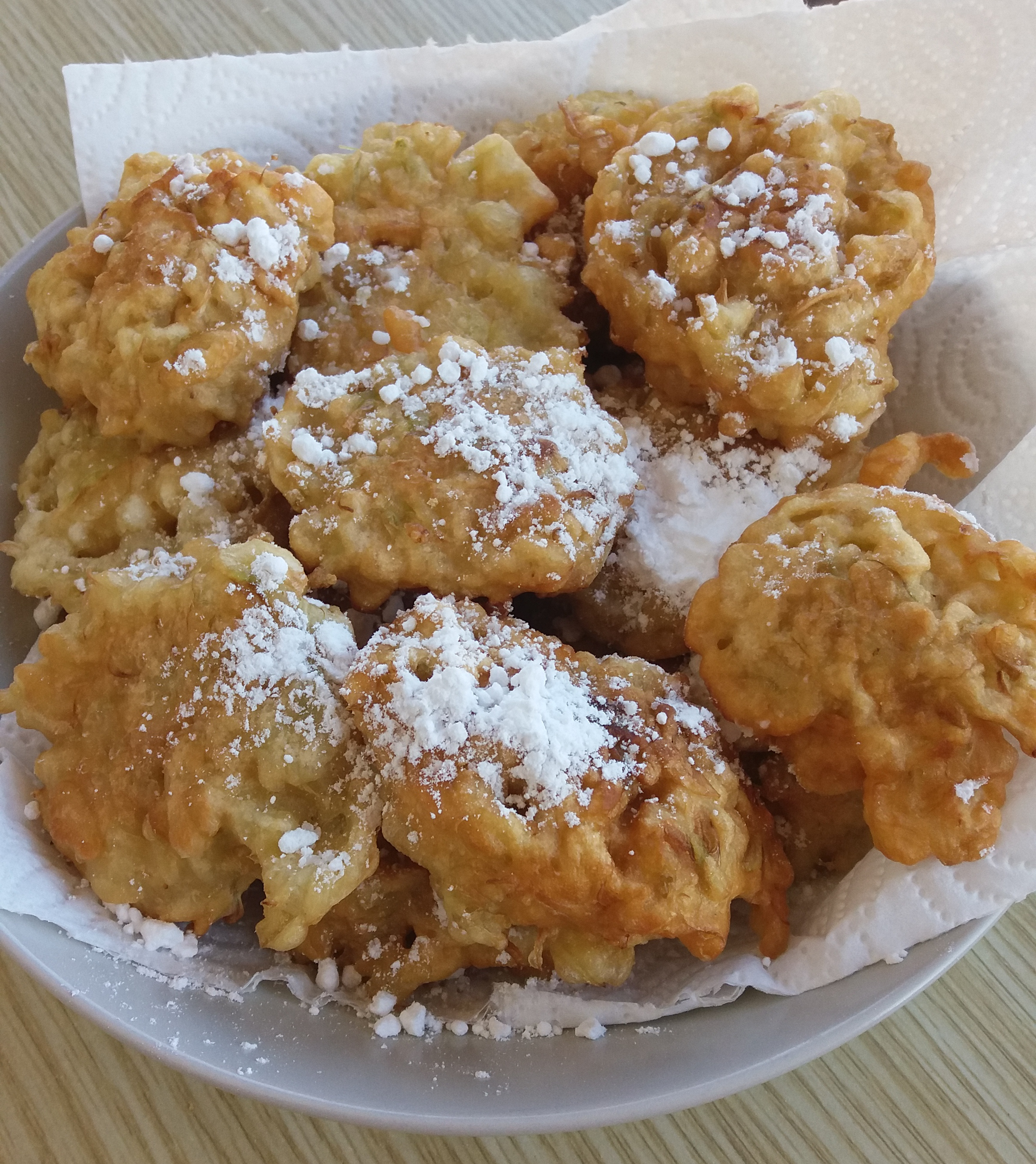
Beignets de fleurs d'« acacia ».

Ses épines et sa croissance rapide sont un précieux atout pour faire des haies. Ses fleurs odorantes trouvent un débouché en parfumerie. Au mois de mai, les fleurs peuvent être incorporées aux beignets (les fameux beignets d'acacia). Elles se consomment aussi crues mais il faut éviter d'en manger de grandes quantités.
Le robinier est également utilisé comme arbre d'ornement. Il existe de nombreuses variétés horticoles, à feuillage jaune, à feuilles monophylles, sans épines, ou bien à port pleureur. D'autres espèces du genre Robinia sont également plantées à cet effet, notamment Robinia hispida et Robinia viscosa, toutes deux à fleurs roses. On les multiplie par bouture ou semis, mais le semis est le meilleur mode de multiplication : les arbres obtenus vivent plus longtemps et drageonnent moins.
Sa densité de 0,7, assez forte, en fait un excellent bois de chauffage. C'est aussi un bois utilisé par les facteurs d'arcs ; relativement facile à trouver, il fait la joie des débutants en archerie souhaitant construire eux-mêmes leurs arcs, ou s'exercer sur des bois moins nobles que d'autres essences utilisées en archerie.
L'ingestion de l'espèce peut être toxique pour de nombreux animaux (principalement l'écorce et les jeunes feuilles) mais certains utilisent tout de même le feuillage comme fourrage (voir rubrique « Toxicité » ci-dessous). Des essais en Ukraine démontrent qu'il serait de bonne qualité pour le BRF (bois raméal fragmenté).

## Une espèce envahissante
Sa croissance rapide, sa capacité de multiplication végétative importante (rejets de souche et drageonnage), sa production abondante de graines toxiques, sa capacité à fixer l'azote atmosphérique et la toxicité de son bois et de ses feuilles en font une espèce pionnière compétitive capable de modifier profondément les phytocénoses locales.

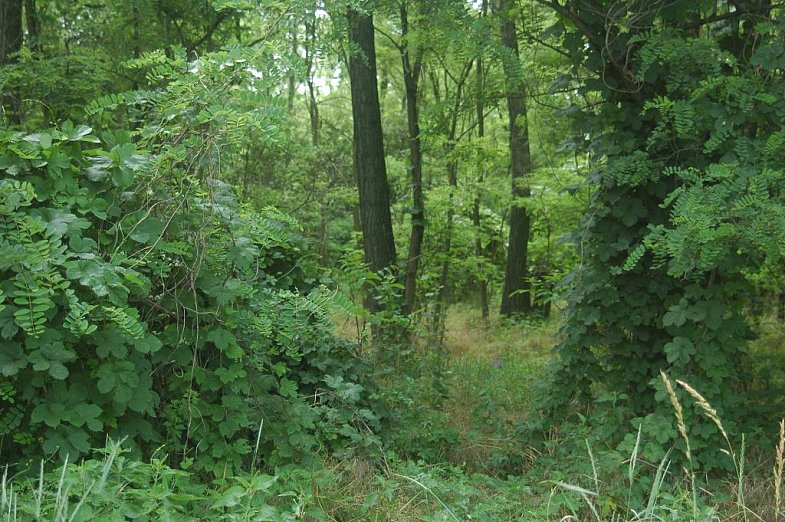
Bosquet de Robiniers faux-acacia.

Bien qu’il s’agisse d’un arbre privilégié dans la foresterie et représentant une alternative aux bois tropicaux importés, le robinier est généralement considéré comme très envahissant sur son aire européenne de répartition, empêchant la croissance des autres plantes notamment par concurrence à la pollinisation et par sa capacité à la fixation symbiotique de l'azote, qui a un effet fertilisant et peut entraîner la disparition des espèces de sols pauvres. Dans certaines forêts européennes, il a pris la place de forêts entières de Châtaigniers. Il peut être remplacé par des Sorbiers. Cependant il s'étend surtout sur des sols qui lui sont propices : sols frais et filtrants (sables) et avec un accès à la lumière (pas sous des chênes adultes ou noisetiers par exemple).
Le Conservatoire botanique national du Bassin parisien, service du Muséum national d'histoire naturelle, considère l'espèce comme « exotique envahissante avérée » en Île-de-France.
La distance de propagation des graines par le vent est relativement faible (moins de 100 mètres) en raison de leur poids élevé. Mais, le Robinier compense cet inconvénient au moyen de deux mécanismes : l'espèce fleurit rapidement (dès l'âge de six ans) et la capacité de germination de ses graines est longue (jusqu'à 30 ans). Cependant, pour la germination, les graines ont besoin de beaucoup de soleil.

## Lutte contre la désertification

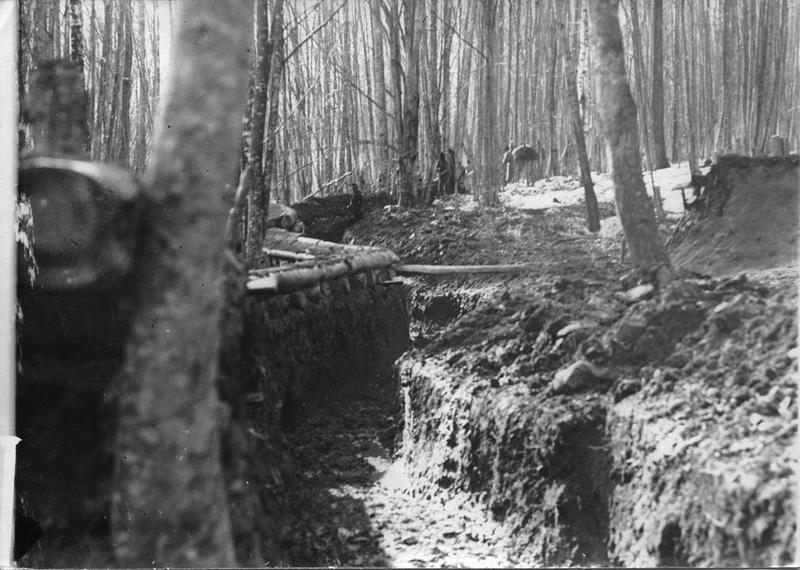
Tranchées roumaines dans une forêt de Robiniers.

En Roumanie, cet arbre pionnier est utilisé pour le reboisement des espaces en cours de désertification.
La plantation de cette essence exotique vise à deux objectifs agronomiques : couvrir le sol et faire diminuer sa température. Cette action permet le retour des cultures agricoles et des essences forestières locales plus fragiles. Ainsi, le robinier participe au rétablissement des forêts de feuillus indigènes (comme les chênes) qui ont été décimées par les mauvaises gestions forestières passées (notamment lors des coupes à blanc) ; ce déboisement précédait la mise en culture des anciennes surfaces boisées. Ensuite, les terres dégradées étaient abandonnées, soumises à la déprise agricole.
L’épuisement des sols et l'apparition localisée de déserts de sable a ainsi poussé à son implantation comme un rempart au désert. Sur plusieurs années de plantations, le robinier a démontré une bonne aptitude à revaloriser des espaces dégradés dans ce pays européen.

## Toxicité
L'arbre contient de la robine (dans l'écorce) et de la robinine (feuilles et graines), des lectines (toxiques pour l'homme et les animaux, en particulier pour le cheval et les poules). Il contient également de la phasine.
Toutes les parties de l'arbre sont toxiques mais uniquement par ingestion sauf les fleurs qui sont comestibles (on en fait des beignets, des sirops, du miel d'acacia). Un risque de confusion existe avec le cytise mais ce dernier a des fleurs jaunes. Le mobilier en Faux-acacia ne présente a priori aucun risque sanitaire.

### Phytothérapie
Le pollen d'« acacia » est un calmant. Le miel du Robinier est recommandé contre l'alopécie, en mélange avec du miel de lavande et de la gelée royale, contre la constipation, contre le diabète et contre l'irritation des voies respiratoires supérieures.

## Cultivars

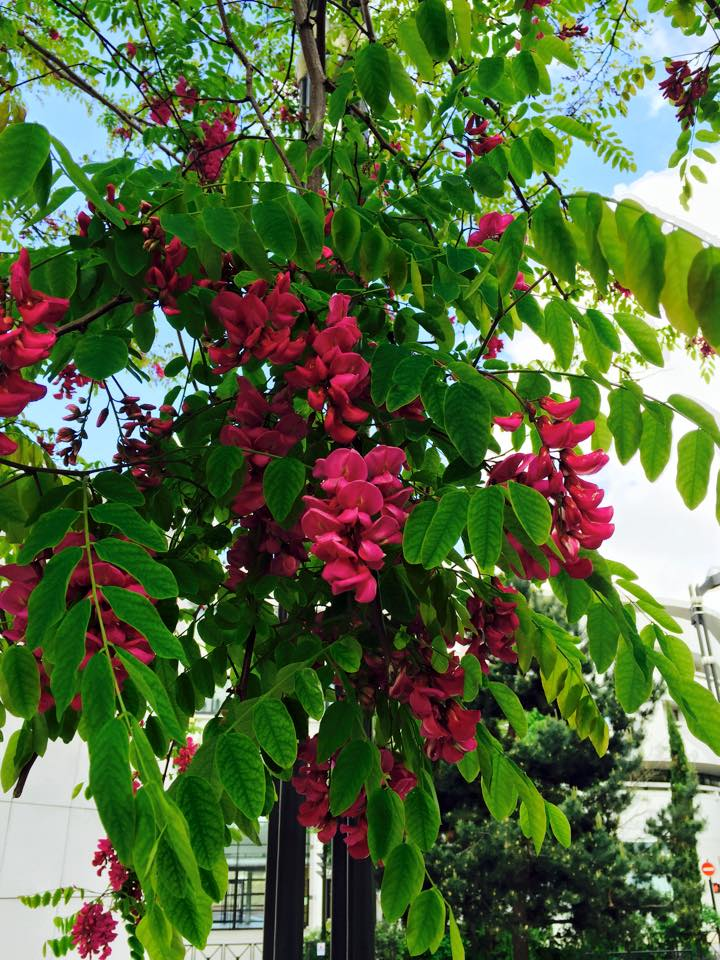
Robinier à fleurs rouges - Casque rouge.

- Appalachia : port étroit, peu épineux, bien florifère[41],[42].
- Aurea : très vigoureux, d'abord les feuilles sont jaunes puis deviennent vert jaunâtre.
- Bessoniana : robinier boule, couronne ovoïde, à rameaux non épineux, mais fleurit rarement, risque de cassure au vent.
- Casque rouge : à fleurs rouges.
- Colutoïdes : arbrisseaux à la couronne ronde ; fleurs très nombreuses, feuillage vert frais.
- Erecta : branches dressées.
- Frisia : à feuille plus étroite et restant jaune vif au printemps ; exposition protégée du vent. Arbre de petite à moyenne stature ; épines rouges.
- Inernis : comme le type sans épine.
- Macrophylla : un arbre petit à moyen ; petits et grands folioles.
- Nyirségi : 20 à 25 m, vigoureux, densément ramifié.
- Pyramidalis : port encore plus élancé qu'un peuplier d'Italie, pas d'épines ou presque ; très rares inflorescences.
- Rozynskyana: à feuilles très longues et étroites pendant verticalement.
- Saudraudiga : croissance rapide, port pyramidal peu dense, avec un bois très épineux.
- Semperflorens : il a une seconde floraison en août-septembre. Arbre vigoureux, couronne peu serrée, d'abord dressée puis ovale arrondie, résiste assez bien au vent.
- Tortuosa : grand arbre mais qui pousse lentement. Branches et rameaux se recourbent en tous sens.
- Umbraculifera : est souvent placé comme arbre d’alignement.
- Unifolia : taille moyenne, couronne conique. Souffre de cassures dues au vent. Très florifère. La couronne devient lâche et transparente avec l'âge.
- Il existe deux importants programmes d'amélioration du robinier faux-acacia, l'un en en Hongrie, l'autre en Roumanie, pays gros exportateurs de miel d'acacia, en particulier pour reboiser la Puszta et la plaine du bas-Danube.

## Symbolique

### Calendrier républicain
Dans le calendrier républicain, « Acacia » est le nom attribué au 14e jour du mois de prairial.

### Langage des fleurs
Dans le langage des fleurs, la fleur blanche de l'Acacia symbolise le désir de plaire ou l'amour désintéressé.